# 西川材
西川材（にしかわざい）とは、埼玉県飯能市、日高市、入間郡毛呂山町、越生町から産出されているスギ、ヒノキの総称である。地域団体商標に登録されている。
西川材は江戸時代からの産業物であったが、主に地元界隈でふんだんに使用されていた。1629年、荒川の瀬替え（荒川西遷事業）がされたのち、江戸では、火災が多発し、木材が足りなくなった。そこで、これらの地域を源流とする入間川や高麗川、越辺川から荒川を経て、大量の木材が運ばれた。又その木材を、江戸の西の川から運んだこともあり、いつしか「西川材」と呼ばれる様になった。